# Enkianthus chinensis
Enkianthus chinensis är en ljungväxtart som beskrevs av Adrien René Franchet. Enkianthus chinensis ingår i släktet klockbuskar, och familjen ljungväxter. Inga underarter finns listade i Catalogue of Life.